# Alexander Sergejewitsch Serebrowski
Alexander Sergejewitsch Serebrowski (russisch Александр Сергеевич Серебровский; * 6. Februarjul. / 18. Februar 1892greg. in Kursk; † 26. Juni 1948 in Bolschewo, Oblast Moskau) war ein sowjetischer Genetiker und Gründer des Lehrstuhls für Hygiene an der MGU. Er erforschte die Prozesse des Stufenallelomorphismus, die Anthropogenetik, die Genetik und die Selektion der Tiere.
Im Jahr 1929 sprach sich Alexander Serebrowski in einem Artikel „Anthropogenetik und Eugenik in der sozialistischen Gesellschaft“ für die Anwendung neuester Techniken der künstlichen Befruchtung zur Schaffung des neuen Menschen aus. 1933 wurde er zum korrespondierenden Mitglied der Akademie der Wissenschaften der UdSSR gewählt.
Während der Stalinschen Säuberungen war Serebrowski als Anhänger des Biologen Nikolai Wawilow staatlicher Repression ausgesetzt.